# デイヴィッド・ヤング・キャメロン

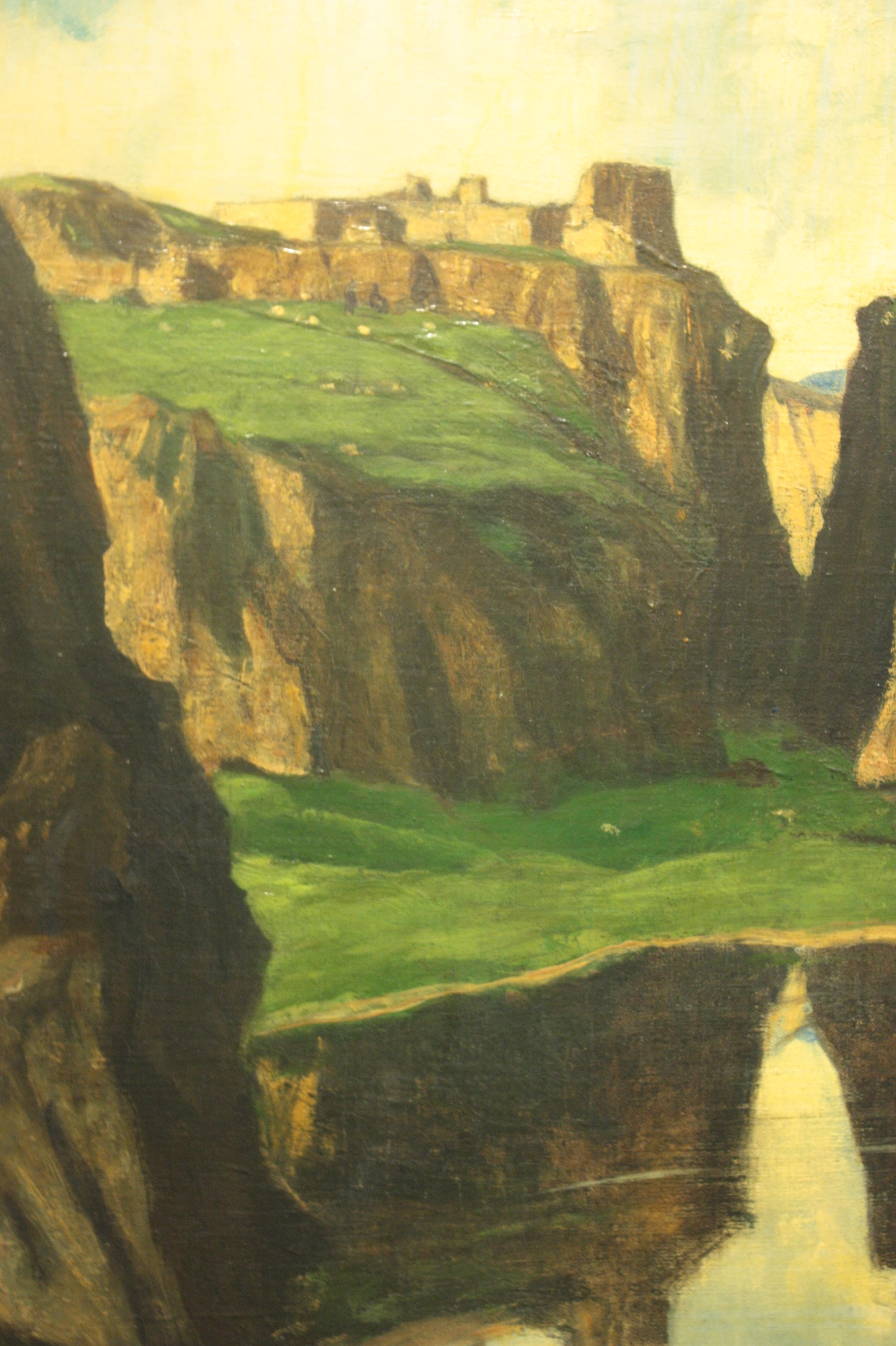
デイヴィッド・ヤング・キャメロン作、「岩山と遺跡」(1913)

デイヴィッド・ヤング・キャメロン（英語: Sir David Young Cameron RA, 1865年6月28日 - 1945年9月16日）はスコットランドの画家、版画家である。

## 略歴
グラスゴーの牧師の息子に生まれた。妹に、イラストレーターとして知られるキャサリン・キャメロン(Katharine Cameron: 1874-1965)がいる。グラスゴーのインデペンデント・スクール(The Glasgow Academy)で学んだ後、1881年ころからグラスゴー芸術学校で学び、1885年にエディンバラ美術学校(Edinburgh Schools of Art)に入学した。1890年代には版画家として知られるようになった。
1889年に王立画家・版画家協会(Royal Society of Painter-Etchers)の準会員に選ばれ、1895年にはフェローになり、協会の展覧会には1889年から1902年まで出展し、1903年に退会した。
国内やオランダ、オタリアの建物や風景を題材に版画集を出版し、人気になり、賞も受賞した。建物や風景を描く油絵や水彩画の画家としても知られるようになった。
画家としてはグラスゴー派やオランダのハーグ派の画家たちから影響を受けていたとされる 。
1899年に家族とスコットランド、ハイランド地方のスターリングに近い村、Kippenに移り、その後、ロンドンに家を保ちながら、この村で過ごした。イタリアやフランスをしばしば滞在し、イタリアの教会の内部などを描いた。ジェームズ・マクニール・ホイッスラーが初代会長を務めた「国際彫刻家、画家、版画家協会」(International Society of Sculptors, Painters and Gravers)の会員に1901年になった。この協会の展覧会に1898年から出展し、後に理事も務めた。王立画家・版画家協会を退会した後、1904年に新しい美術協会「The Society of Twelve」を設立した。1906年水彩画家協会（Society of Painters in Watercolours) の会員になり、1904年にロイヤル・スコティッシュ・アカデミーの準会員、1918年に正会員になった。1914年にロイヤル・アカデミー・オブ・アーツの準会員になり。1920年に正会員になった。1917年から1918年の間はカナダ政府から依頼されて第一次世界大戦の戦場の風景を描いた。1924年にナイトの称号を得た。

## 作品

### 水彩画・油絵

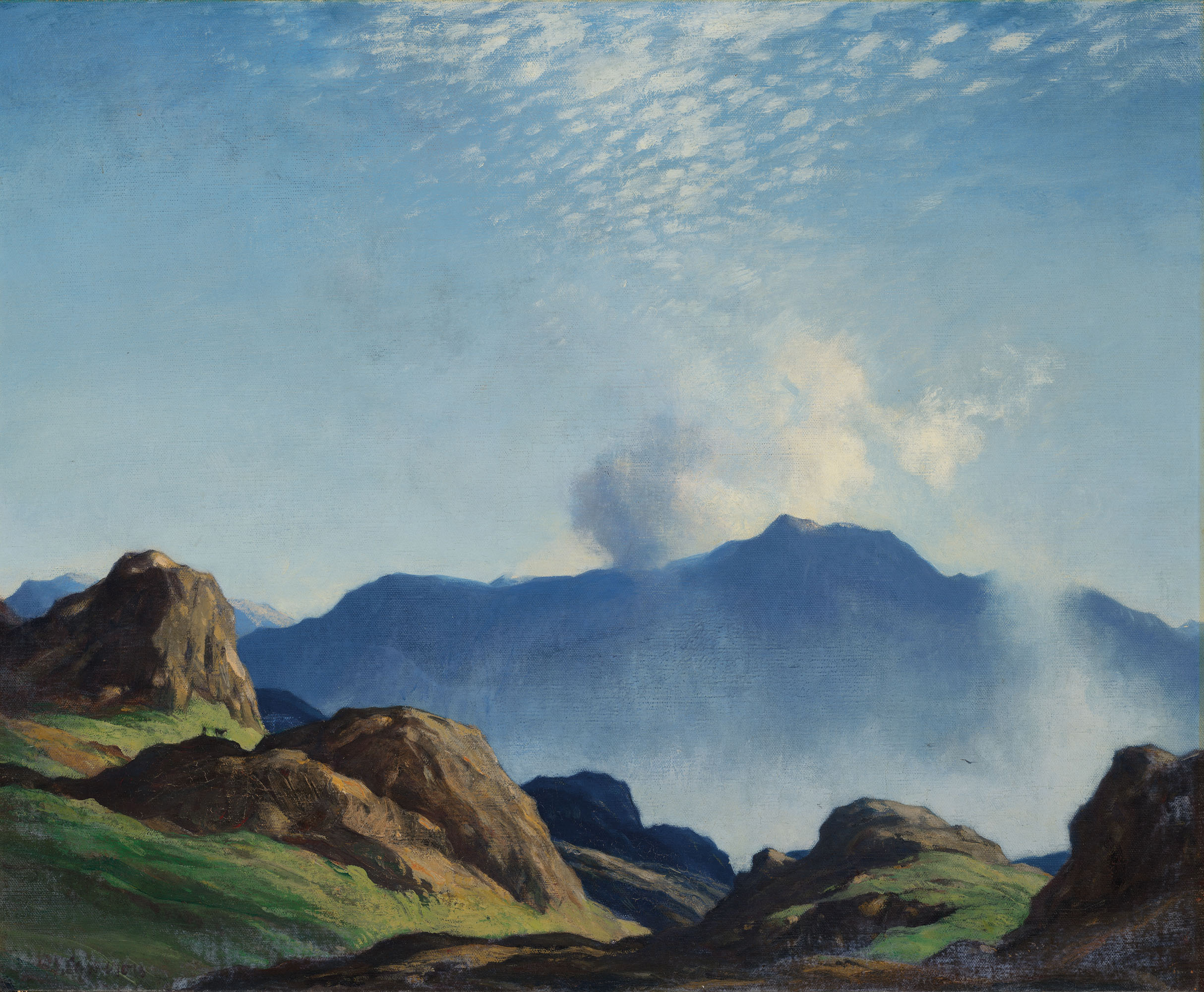
朝の霧
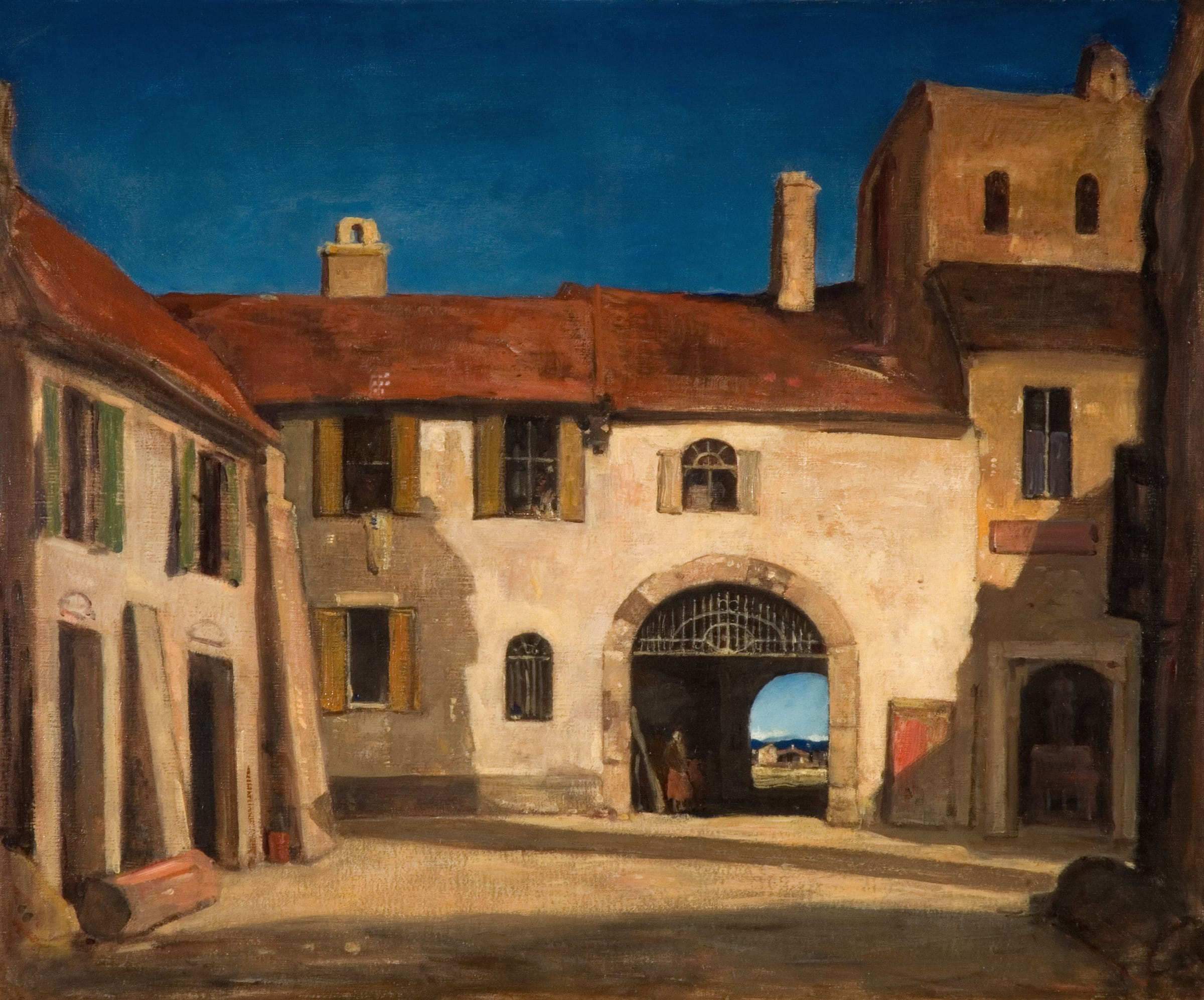
イタリアの風景
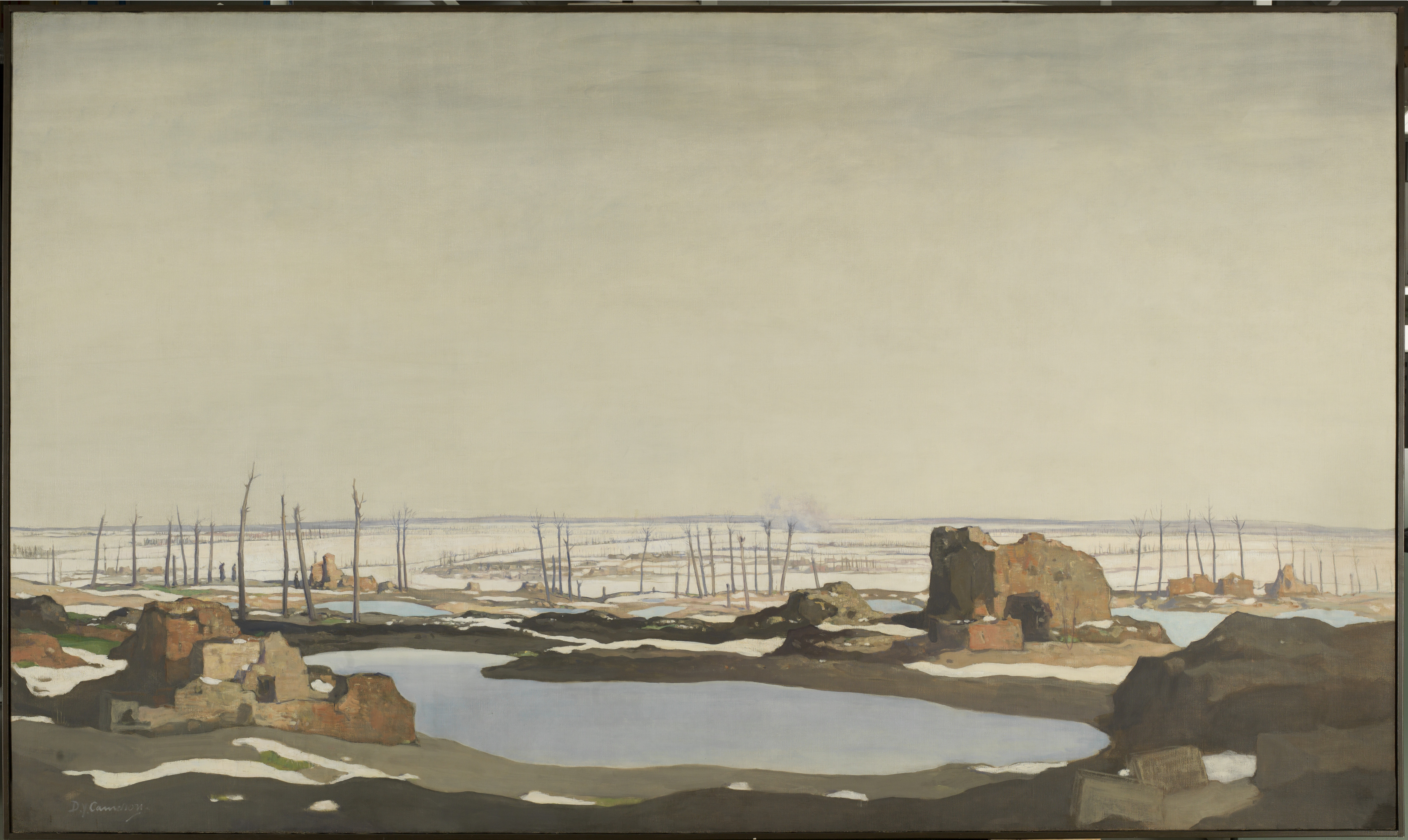
イープルの戦場
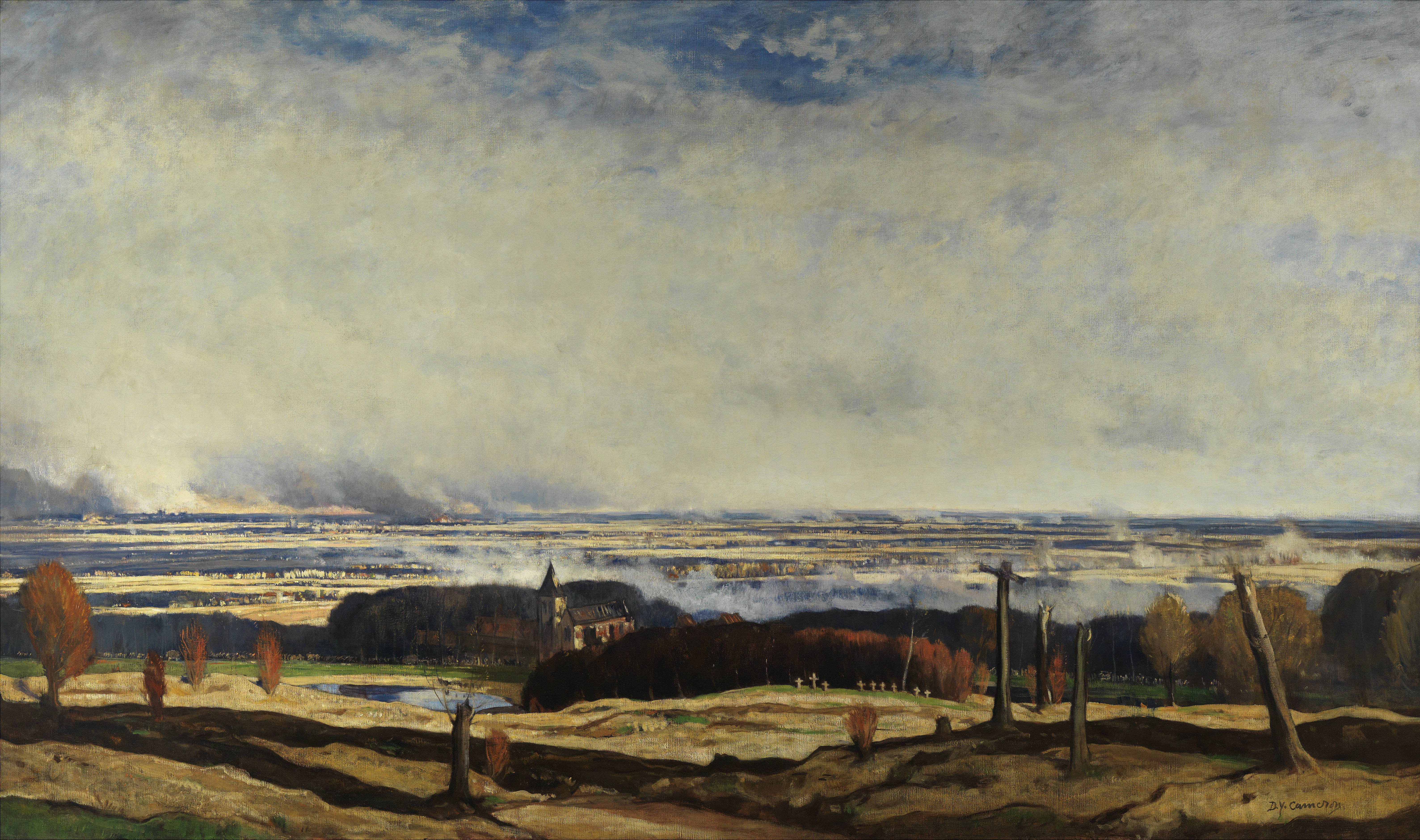
1919年のフランドル

### 版画

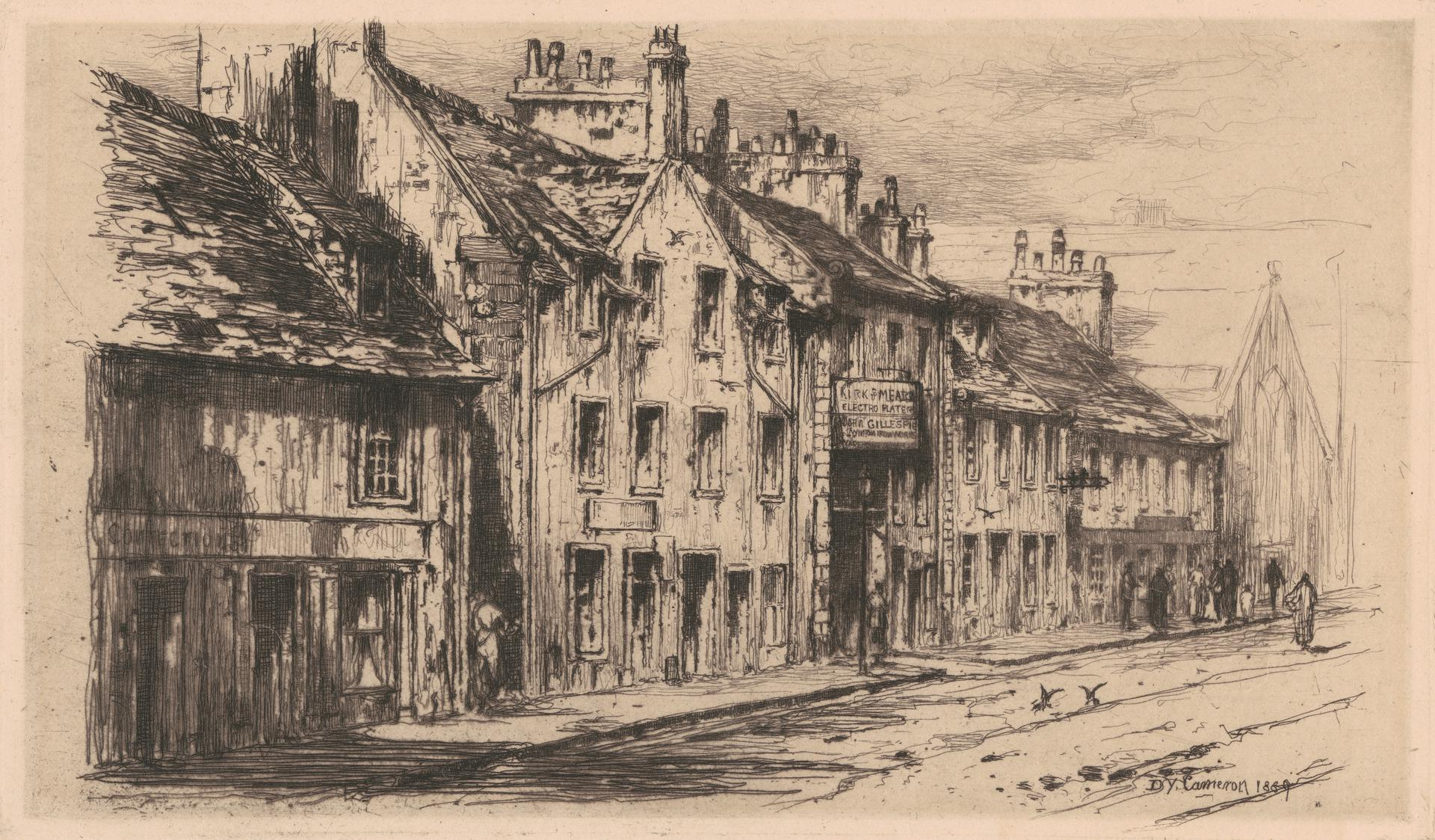
グラスゴー、Anderstonの通り
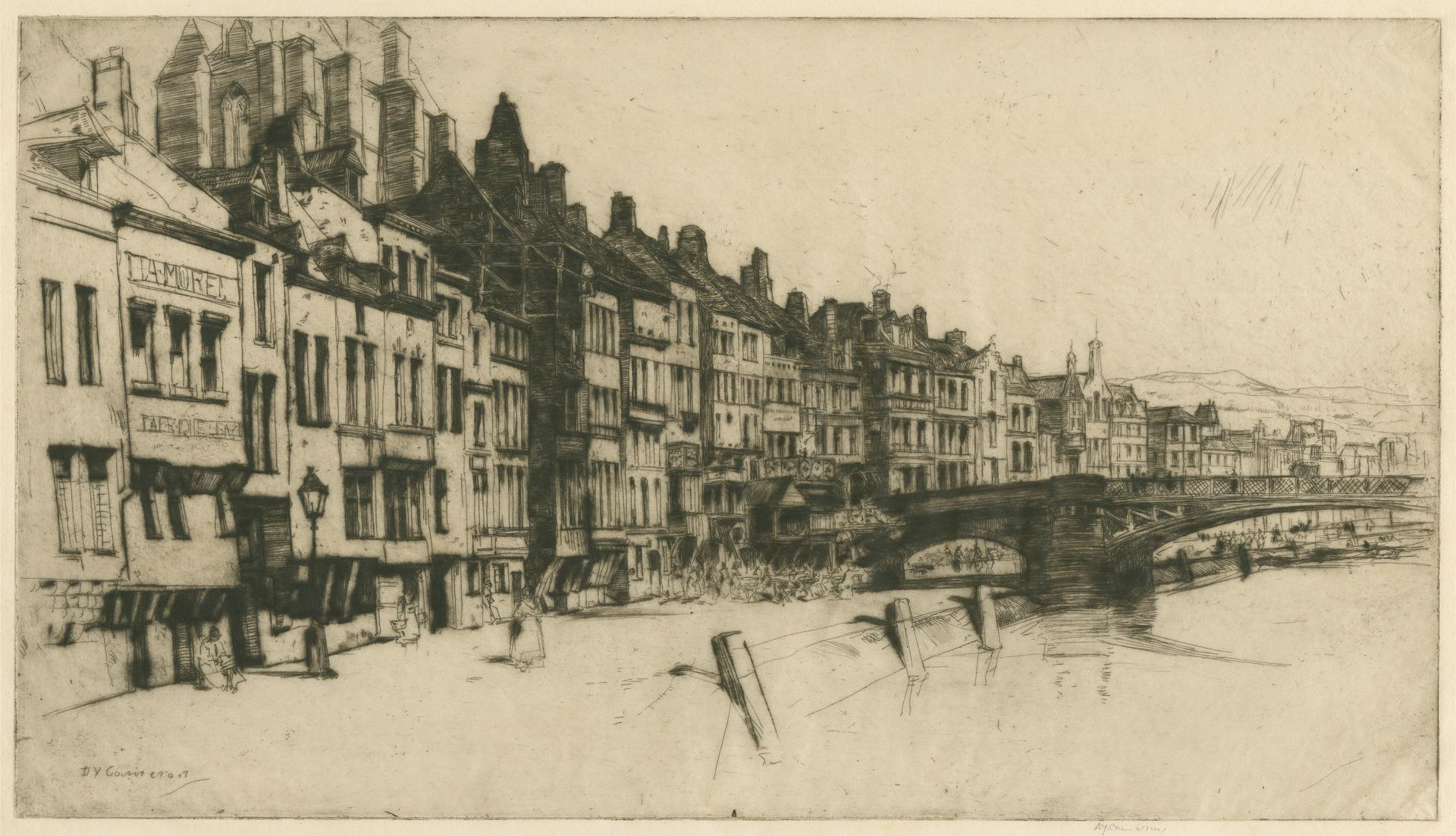
ベルギーの風景
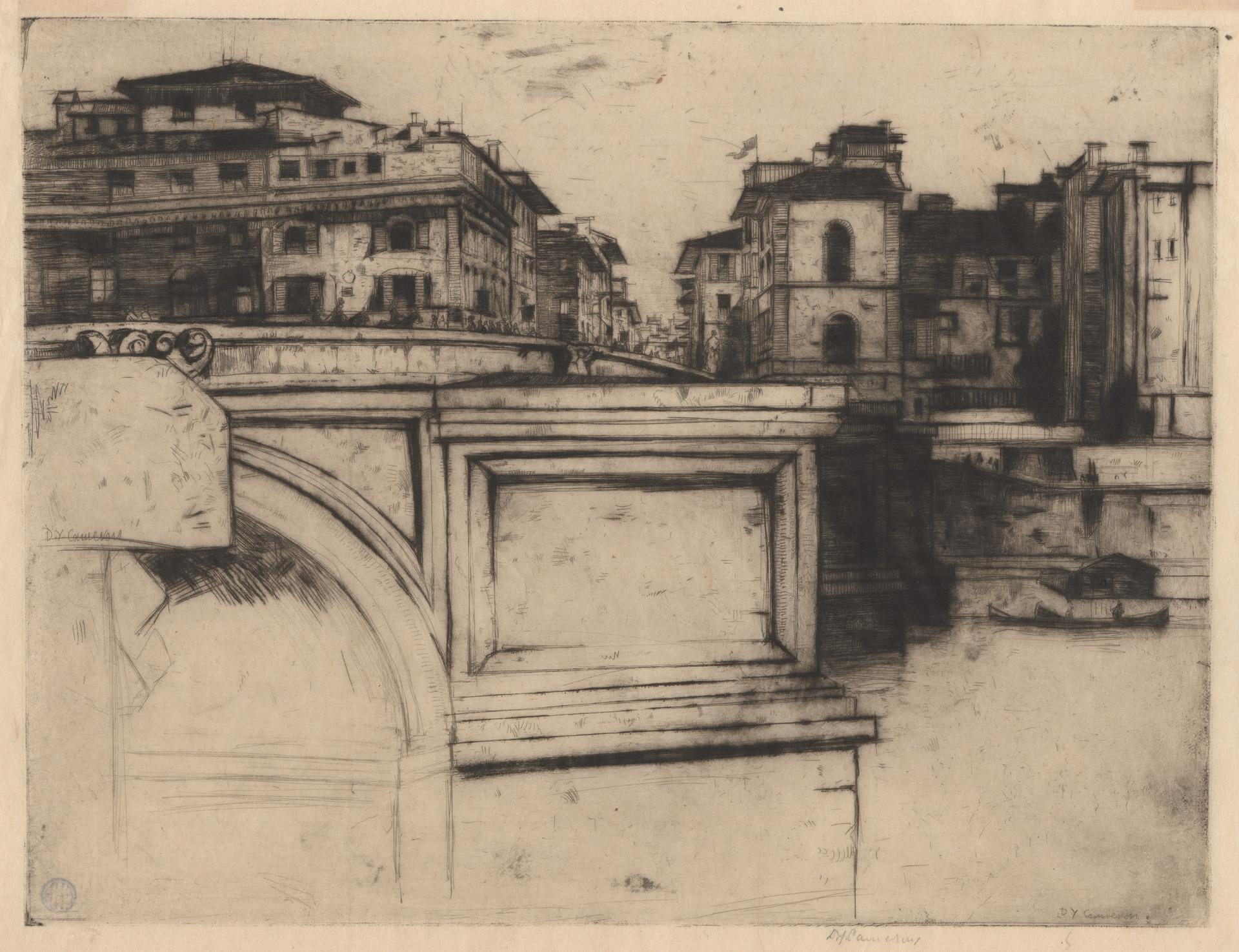
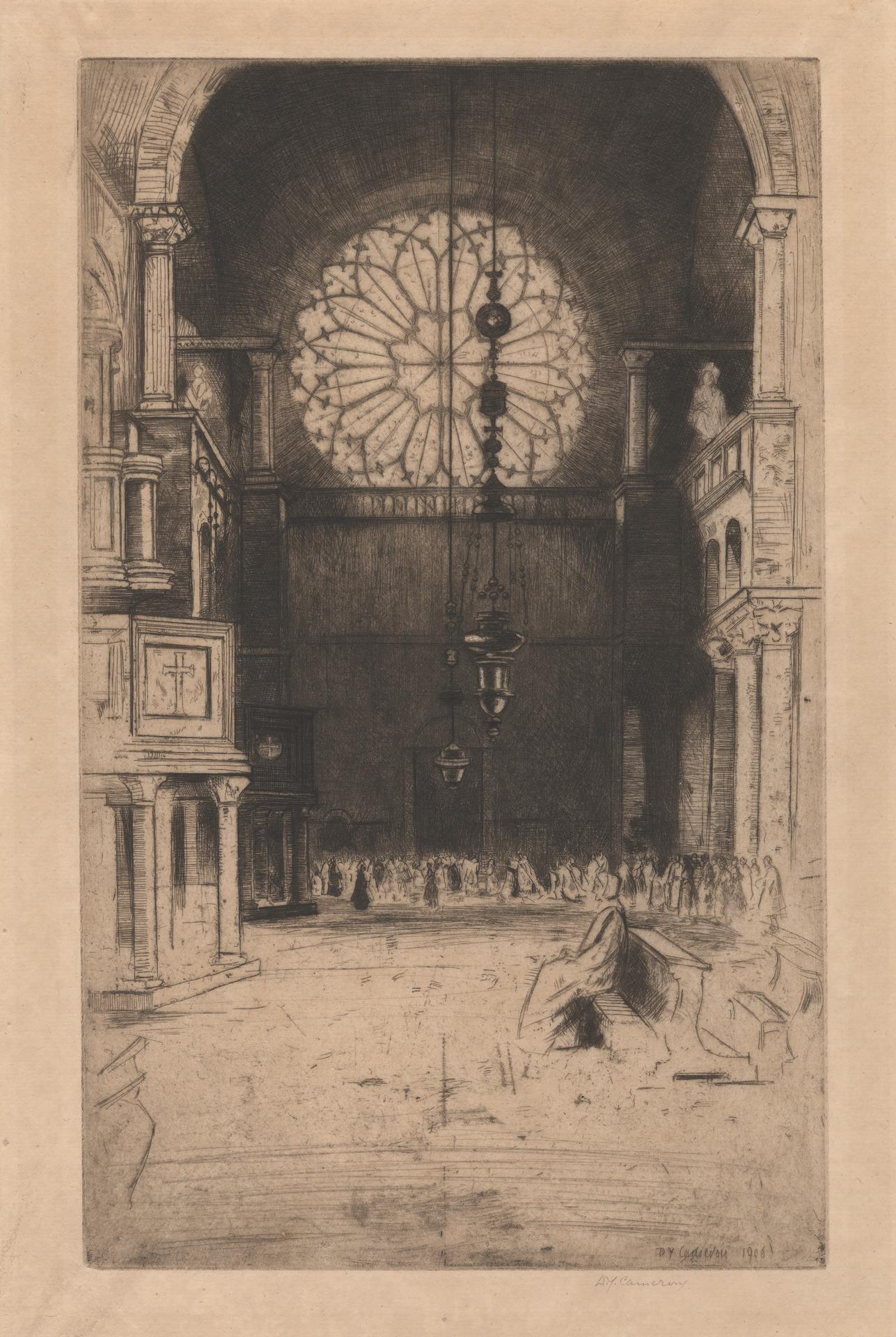